# Prasevanje
Prásévanje (ali kózmično mikrovalóvno sévanje ozádja) je v fizikalni kozmologiji vrsta elektromagnetnega valovanja, ki zapolnjuje Vesolje, in izvira iz časa, ko je Vesolje postalo prozorno, bilo staro približno 379.000 let in imelo temperaturo približno 3000 K. Izraz prasevanje, oziroma relíktno sévanje, ki se večinoma rabi v astrofiziki, je predlagal Šklovski. Drugi izraz se največ rabi v radioastronomiji. V tradicionalnem optičnem daljnogledu je prostor med zvezdami in galaksijami, oziroma njihovo ozadje, črno. V radijskem daljnogledu obstaja šibko sevanje ozadja, enako skoraj v vseh smereh, in ni povezano z nobeno zvezdo, galaksijo ali drugim telesom. Sevanje je najmočnejše v mikrovalovnem delu elektromagnetnega spektra. Odkritje prasevanja ameriških radijskih astronomov Penziasa in Wilsona leta 1964 je predstavljalo vrhunec dela, začetega v 40. letih 20. stoletja. Zanj so leta 1978 Penziasu in Wilsonu podelili polovico Nobelove nagrade za fiziko.
Prasevanje se lahko dobro opiše kot sevanje, ki je ostalo od zgodnje stopnje razvoja Vesolja, njegovo odkritje pa velja za temeljni preskus modela prapoka Vesolja. Ko je bilo Vesolje mlado, pred nastankom zvezd in planetov, je bilo manjše, dosti bolj vroče in zapolnjeno z enakomernim sevanjem od svoje vroče, bele megle vodikove plazme. Ko se je širilo, sta se plazma in sevanje hladila, in, ko se je shladilo dovolj, so lahko nastali stabilni atomi. Ti atomi niso mogli več absorbirati toplotnega sevanja, Vesolje pa je postalo prosojno in ni bilo več neprosojna megla. Od tedaj naprej se fotoni gibljejo, čeprav postajajo oslabeli z manj energije, saj zapolnjujejo vedno večje Vesolje.
Točne meritve prasevanja so za fizikalno kozmologijo zelo pomembne, saj mora vsak model Vesolja pojasniti to sevanje. Prasevanje ima toplotni spekter absolutno črnega telesa pri temperaturi 2,7277 K, tako da je njegov vrh v mikrovalovnem delu s frekvenco 160,4 GHz, kar odgovarja valovni dolžini 1,870 mm. To velja za spektralno gostoto sevanja na enoto frekvence po Planckovem zakonu. Če se vzame gostota na enoto valovne dolžine, bo po Wienovem zakonu vrh pri valovni dolžini 1,062 mm, kar odgovarja frekvenci 282,2 GHz. Sevanje je skoraj, vendar ne popolnoma, enakomerno v vseh smereh, in kaže zelo značilen vzorec, enak dokaj enakomerno porazdeljenemu vročemu, rdečemu plinu, če bi se razširil na sedanjo velikost Vesolja. Prostorski potenčni spekter (kako velika razlika se zazna glede na to kako daleč so območja na nebu) še posebej vsebuje majhne anizotropije ali nepravilnosti, ki se razlikujejo z velikostjo pregledanega območja. Izmerili so jih podrobno. Meritve se ujemajo s pričakovanim, če bi se majhne toplotne spremembe, ki jih povzročajo kvantne fluktuacije snovi v zelo majhnem prostoru, razširile na velikost opazljivega vesolja, ki se ga vidi danes. To je še vedno zelo dejavno področje raziskovanj, kjer si znanstveniki želijo tako boljše podatke (na primer vesoljski observatorij Planck) kot tudi boljše razlage začetnih pogojev metričnega širjenja prostora.
Čeprav lahko splošna oblika spektra absolutno črnega telesa nastane z različnimi procesi, lahko edino model prapoka pojasni fluktuacije. Zaradi tega imajo kozmologi model prapoka Vesolja za najboljšo razlago prasevanja.

## Značilnosti
Prasevanje je izotropno do približno enega dela na 100.000. Koren kvadrata srednje vrednosti razlik je le 18 µK. Vrednost je dobljena, ko so odšteli dipolno anizotropijo, ki je posledica Dopplerjevega premika mikrovalovnega sevanja ozadja zaradi naše svojske hitrosti relativne glede na sogibajoči vesoljski mirovni sistem. Ta značilnost je v skladu z gibanjem Zemlje s hitrostjo približno 627 km/s proti ozvezdju Device. Inštrument FIRAS na Nasinem satelitu Cosmic Background Explorer (COBE) je točno izmeril spekter mikrovalovnega ozadja. Člani projekta so primerjali izmerjeno prasevanje z notranjim referenčnim črnim telesom, spektra pa sta se ujemala do napake merjenja. Zaključili so, da bi vsaka druga odstopanja od oblike za črno telo, ki bi še vedno ostala nezaznavna v spektru prasevanja v obsegu valovnih dolžin od 0,5 do 5 mm, morala imeti vrednost utežene kvadratične sredine vsaj 50 delov na milijon (0,005 %) največje vrednosti prasevanja. Zaradi tega ta meritev spektra prasevanja predstavlja najbolj točno meritev spektra črnega telesa v naravi.
Prasevanje je morda glavna napoved modela prapoka. Poleg tega inflacijska kozmologija predvideva, da se je po približno 10−37 sekunde nastajajoče Vesolje eksponentno razširilo, kar je zgladilo skoraj vse nehomogenosti. Izjeme so nehomogenosti, ki so jih povzročile kvantne fluktuacije v inflatonskem polju. Temu je sledil zlom simetrije, vrsta faznega prehoda v katerem so štiri osnovne sile in osnovni delci dobili sedanjo obliko. Po 10−6 sekunde je bilo Vesolje sestavljeno iz vroče plazme fotonov, elektronov in barionov. Fotoni so neprestano vzajemno reagirali s plazmo prek Thomsonovega sipanja. Ker se je Vesolje razširilo, je adiabatna ohladitev povzročila ohladitev plazme, dokler se elektroni niso združili s protoni in tvorili vodikove atome. Približno na vsak deseti vodikov atom je nastal tudi helijev atom. Ta dogodek rekombinacije se je zgodil pri temperaturi približno 3000 K, ali, ko je bilo Vesolje staro približno 379.000 let. To odgovarja rdečemu premiku z = 1088. V tem trenutku so se fotoni razpršili stran od sedaj električno nevtralnih atomov in se začeli prosto gibati po prostoru, kar je povzročilo razklopitev snovi in sevanja.
Od tedaj se je barvna temperatura fotonov zmanjševala vse do 2,7277 K. Njihova temperatura se bo s širjenjem Vesolja še zmanjšala. Glede na model prapoka sevanje z neba, ki se ga meri danes, prihaja s sferne ploskve, imenovane ploskev zadnjega sipanja (LSS). To predstavlja zbirko peg v prostoru v katerih se je verjetno zgodil dogodek razklopitve, manj kot 400.000 let po prapoku, ter v času, da so fotoni s te razdalje ravno dosegli opazovalce. Ocenjena starost Vesolja je 13,75 milijard let. Ker pa se je od tedaj Vesolje nadaljevalo širiti, je sogibajoča razdalja od Zemlje do robu opazljivega vesolja vsaj 46,5 milijard svetlobnih let.
Teorija prapoka domneva, da prasevanje zapolnjuje vso opazljivo vesolje, in, da je večina sevalne energije v Vesolju v prasevanju, kar pomeni približno 6×10−5 celotne gostote Vesolja. Fotonska gostota je 4,7×10−31 kg/m3, kritična gostota pa 7,9×10−27 kg/m3. Njuno razmerje je 5,9×10−5.
Dva velika uspeha teorije prapoka sta njena napoved skoraj popolnega spektra absolutno črnega telesa zgodnjega Vesolja in njena podrobna napoved anizotropij v prasevanju. Vesoljsko plovilo Wilkinson Microwave Anisotropy Probe (WMAP) je od svoje izstrelitve 30. junija 2001 točno izmerilo te anizotropije po celem nebu vse do kotnih velikosti 0,2°. Z njimi se lahko ocenijo parametri standardnega modela ΛCDM prapoka. Nekaj podatkov, kot je na primer oblika Vesolja, je moč pridobiti neposredno iz kozmičnega mikrovalovnega ozadja, drugi, kot je na primer Hubblova konstanta, pa niso omejeni, in jih je treba povzeti iz drugih meritev. Zadnja vrednost da rdeči premik galaksij (tolmačen kot recesivna hitrost) kot razmerje razdalj med njimi.

## Zgodovina
Tolman je leta 1934 pokazal, da se sevanje črnega telesa v razširjajočem Vesolju ohlajuje, vendar ohranja svojo toplotno značilnost in ostaja črno telo, kar je zelo pomembna značilnost prasevanja.

### Napoved
Prasevanje so leta 1948 napovedali Gamow, Alpher in Herman na podlagi teorije vročega prapoka. Alpher in Herman sta lahko ocenila temperaturo prasevanja na 5 K, čeprav sta dve leti kasneje vrednost popravila na 28 K. Njuna visoka ocena temperature je bila posledica slabe Behrove ocene Hubblove konstante, ki je ni bilo moč ponoviti, in so jo kasneje za zgodnejšo oceno opustili. Gamow je leta 1950 dal oceno 3 K, leta 1953 7 K in leta 1956 6 K. Čeprav je za temperaturo Vesolja obstajalo več predhodnih ocen, so imele dve pomanjkljivosti. Kot prvo, bile so meritve efektivne temperature Vesolja in niso upoštevale, da je bilo Vesolje zapolnjeno s toplotnim Planckovim spektrom. Kot drugo, bile so odvisne od posebne lege Zemlje na robu krajevne Galaksije in niso namigovale na to, da je sevanje izotropno. Ocene bi dale precej drugačne napovedi, če bi bila Zemlja kje drugje v Vesolju.
Alpherjev in Hermanov rezultat iz leta 1948 so obravnavali na mnogih fizikalnih srečanjih do nekako leta 1955, ko sta oba zapustila Laboratorij za uporabno fiziko Univerze Johnsa Hopkinsa. Glavnina astronomske srenje se v tem času ni ukvarjala s kozmologijo.

### Predzgodovina
Le Roux z Radijskega observatorija Nançay je leta 1955 med kartiranjem neba pri valovni dolžini 33 cm poročal o skoraj izotropnem sevanju ozadja s temperaturo 3 ± 2 K.
Istega leta je mladi podiplomski študent radioastronom Šmaonov v Observatoriju Pulkovo pod vodstvom radioastronomov Hajkina in Kajdanovskega opravil meritve radijskega sevanja iz vesolja pri valovni dolžini 32 cm in eksperimentalno odkril šum mikrovalovnega sevanja. Meril je s pomočjo rogaste antene, podobne tisti, ki sta jo kasneje uporabila Penzias in Wilson. Zelo pazljivo je izključil vse motnje in interference. Tedaj še ni imel na voljo občutljivih detektorjev, ki so jih kasneje uporabljali v ZDA. Rezultate njegovih meritev so objavili leta 1957 v njegovi kandidatski dizertaciji in v reviji Приборы и техника эксперимента. Meritve so dale absolutno vrednost efektivne temperature radijskega sevanja ozadja 4 ± 3 K. Šmaonov je podrobno pojasnil neodvisnost jakosti sevanja od smeri na nebu in od časa. Po zagovoru svoje doktorske dizertacije je o tem objavil članek v neastronomski reviji Приборы и техника эксперимента.
Manjkajoči člen Le Rouxjevega dela in dela Šmaonova je bil, da nista povezala svojih opazovanj s tem kar je predvidevala teorija prapoka leta 1948. Imela sta prave podatke, vendar nista imela teorije, ki bi jim dala smisel.:377

### Odkritje
Alpherjevo in Hermanovo napoved je v zgodnjih 1960-ih ponovno navedel Zeldovič, v istem času pa jo je neodvisno napovedal Dicke. Prvo objavljeno priznanje prasevanja kot zaznavnega pojava se je pojavilo pomladi 1964 v kratkem članku astrofizikov Doroškeviča in Novikova. Leta 1964 sta Wilkinson in Roll, Dickeova tovariša na Univerzi Princeton, začela izdelovati Dickeov radiometer za merjenje prasevanja. Dickeovo osnovno konstrukcijo radiometra so uporabili v najzgodnejših preskusih prasevanja. Leta 1965 sta Penzias in Wilson na Crawford Hillu, lokaciji Bellovih laboratorijev blizu okraja Holmdel v New Jerseyju, zgradila Dickeov radiometer, ki sta ga hotela uporabiti za poskuse v radijski astronomiji in satelitski komunikaciji. Njun inštrument, reflektorska rogasta antena, je imel presežek 3,5 ± 3 K temperature antene, ki ga nista znala pojasniti. Merila sta pri valovni dolžini 73 mm. Spekter prasevanja ima sicer po Wienovem zakonu vrh pri valovni dolžini 1,062 mm. Po prejetju telefonskega klica s Crawford Hilla, se je Dicke pošalil: »Fantje, pobrali smo vso stavo.« Srečanje med skupinama s Princetona in Crawford Hilla je ugotovilo, da je bil vzrok temperaturi antene res mikrovalovno ozadje. Penzias in Wilson sta za svoje odkritje leta 1978 prejela polovico Nobelove nagrade za fiziko.
Razlaga prasevanja je bila v 1960-ih sporno vprašanje za nekatere zagovornike teorije mirujočega stanja, ki so trdili, da je prasevanje posledica sipanja zvezdne svetlobe iz oddaljenih galaksij. S pomočjo tega modela in na temelju raziskovanja značilnosti ozkih absorbcijskih črt v zvezdnih spektrih je McKellar leta 1941 zapisal: »Lahko izračunamo, da je rotacijska temperatura medzvezdnega prostora enaka 2 K.« McKellar je poskušal izmeriti povprečno bolometrično temperaturo medzvezdne snovi. Meril je absorpcijo svetlobe z molekulami diciana (CN) z zvezde ξ Kačenosca v medzvezdni snovi in opazil, da temne absorpcijske črte niso le posledica rotacijskega stanja te molekule, ampak tudi vzbujenega stanja, in da razmerje jakosti črt odgovarja temperaturi CN približno 2,3 K. V tem času tega pojava niso znali pojasniti.
McKellar verjetno ni razmišljal o kozmoloških posledicah svojih meritev, vendar je bil njegov dosežek izjemen in prefinjen. V 1970-ih je večina začela soglašati, da je kozmično mikrovalovno ozadje ostanek prapoka. Temu je prispevalo dejstvo, da so nove meritve na različnih frekvencah pokazale, da je spekter termičen, spekter absolutno črnega telesa, ki ga model mirujočega stanja ni znal pojasniti.

### Raziskovanje heterogenosti
Sachs in Wolfe sta leta 1966 teoretično napovedala amplitude kolebanj mikrovalovnega ozadja, ki jih povzročajo razlike v gravitacijskem potencialu med opazovalci in površino zadnjega sipanja (Sachs-Wolfejev pojav). Rees in Sciama sta leta 1968 teoretično napovedala amplitude kolebanj mikrovalovnega ozadja, ki jih povzročajo fotoni, ki prečkajo časovno odvisne potencialne jame. Harrison, Peebles, Yu in Zeldovič so spoznali, da bi moralo imeti zgodnje Vesolje nehomogenosti pri redih velikostih od 10−4 ali 10−5. Sjunjajev je kasneje izračunal opazljivo sled, ki bi jih te nehomogenosti imele na kozmično mikrovalovno ozadje.
Naraščajoče ostre meje anizotropije kozmičnega mikrovalovnega ozadja so podali preskusi z zemeljskega površja v 1980-ih. 1. julija 1983 so v Sovjetski zvezi izstrelili satelit Prognoz-9 s sondo RELIKT-1, ki je odkrila vsaj zgornjo mejo anizotropije na velikih razdaljah. Sonda je med julijem 1983 in februarjem 1984 na dokaj izsrednem tiru (odzemlje 700.000 km, naklon tira 65,5°, obhodna doba približno 27 dni) naredila približno 15 milijonov posameznih meritev (od tega 10 % blizu galaktičnega ekvatorja) pri 37 GHz s kotno ločljivostjo 5,5°, ter temperaturno ločljivostjo 0,6 mK. Kasnejša analiza podatkov je razkrila tudi obliko spektra absolutno črnega telesa in anizotropijo, podatke pa so objavili januarja 1992 na moskovskem astrofizikalnem seminarju. Preskus je pripravil Inštitut za vesoljske raziskave Sovjetske akademije znanosti, vodja projekta pa je bil Strukov.
Nasin satelit COBE, izstreljen 18. novembra 1989, je jasno zaznal primarno temperaturno anizotropijo z inštrumentom DMR (Differential Microwave Radiometer). Izsledke njegovih meritev so objavili aprila 1992. Člana raziskovalne skupine, Mather in Smoot, sta za to odkritje leta 2006 prejela Nobelovo nagrado za fiziko. Odbor za izbiro Nobelovih nagrad je bil pri tem do sovjetskih raziskovalcev pristranski. K temu je verjetno, po besedah Strukova, pripomoglo tudi nezanimanje ruskih astrofizikov za podatke z RELIKTa-1.
V naslednjem desetletju je na podlagi uspeha satelita COBE več preskusov s površja in z baloni merilo anizotropije kozmičnega mikrovalovnega ozadja na manjših kotnih razdaljah. Glavni cilj teh poskusov je bilo merjenje velikosti prvega akustičnega vrha, ki ga COBE zaradi premajhne ločljivosti ni mogel zaznati. Ta vrh odgovarja gostotnim spremembam v zgodnjem Vesolju na velikih razdaljah, ki so jih povzročile gravitacijske nestabilnosti, kar je privedlo do akustičnih nihanj v plazmi. Prvi vrh anizotropije je nerazločno zaznal MAT/TOCO leta 1996, rezultate pa sta potrdila preskusa BOOMERanG in MAXIMA v letih od 1997 do 1999. Te meritve so pokazala, da je oblika Vesolja približno ravna in ne ukrivljena. Izključile so kozmične strune kot glavno komponento nastanka oblike Vesolja in nakazale, da je model kozmične inflacije prava teorija nastanka oblike.
Drugi vrh so nerazločno odkrili z več poskusi. WMAP ga je dokončno potrdil, nerazločno pa je odkril tudi tretji vrh. Izvaja se več poskusov za izboljšavo meritev polarizacije in mikrovalovnega ozadja na majhnih kotnih razdaljah. Med njimi so: DASI, WMAP, BOOMERanG, QUaD, Planck, Atacamski kozmološki daljnogled (ACT), Južnotečajni daljnogled (SPT) in QUIET.

## Povezava s prapokom
Meritve prasevanja so utrdile inflacijsko teorijo prapoka kot standardni model najzgodnejših obdobij Vesolja. Ta teorija predvideva, da so začetni pogoji Vesolja izvorno po naravi naključni, in zanje v grobem velja Gaussova verjetnostna porazdelitev, ki v grafu presečno tvori zvonaste krivulje. Analiza te porazdelitve pri različnih frekvencah da spektralno gostoto ali potenčni spekter. Izračunali so potenčni spekter teh kolebanj in ta se ujema z opazovanji, čeprav so nekatere opazljive spremenljivke, kot je na primer celotna amplituda kolebanj, več ali manj poljubni parametri inflacijskega modela Vesolja. Zaradi tega morajo biti pomembna dejstva o nehomogenostih v Vesolju po naravi statistična. To vodi do kozmične variance, kjer se negotovosti v varianci kolebanj na velikih razdaljah, opaženih v Vesolju, težko točno primerjajo s teorijo. Model za predstavitev prvobitnih nehomogenosti rabi Gaussovo naključno polje s skoraj skalirno invariantnostjo ali Harrison-Zeldovičevim spektrom.

### Temperatura
Prasevanje dejansko podipra teorijo prapoka. V poznih 1940-ih sta Alpher in Herman razpravljala, da če obstaja prapok, bi razširjanje Vesolja razširilo in ohladilo visokoenergijsko sevanje v zelo zgodnjem Vesolju v mikrovalovno področje elektromagnetnega spekta do temperature 5 K. Njuna ocena je bila malo prevelika, vendar je bila njuna zamisel pravilna. Predvidela sta prasevanje. Trajalo je naslednjih 15 let dokler Penzias in Wilson nista odkrila, da prasevanje dejansko obstaja.
Prasevanje in kozmološki rdeči premik skupaj veljata za najboljša dokaza teorije o prapoku. Odkritje prasevanja je v sredini 1960-ih okrnilo zanimanje za alternativne teorije, kot je na primer teorija mirujočega stanja. Prasevanje kaže stanje Vesolja, ko je po standardni kozmologiji njegova temperatura padla dovolj, da so lahko elektroni in protoni tvorili vodikove atome, s čimer je Vesolje postalo prosojno za sevanje. V času približno 379.000 let po prapoku je bila temperatura Vesolja približno 3000 K, kar odgovarja energiji približno 0,25 eV, in kar je veliko manj od ionizacijske energije vodika 13,6 eV. Ta trenutek je v splošnem znan kot »čas zadnjega sipanja« ali perioda rekombinacije ali razklopitve.
Od časa razklopitve se je temperatura prasevanja zaradi razširjanja Vesolja zmanjšala za faktor približno 1100. Z razširjanjem Vesolja se valovna dolžina fotonov prasevanja povečuje proti rdečemu delu spektra, temperatura sevanja pa je obratno sorazmerna s skalirno dolžino Vesolja. Temperaturo prasevanja Tr kot funkcijo rdečega premika z lahko podamo s temperaturo prasevanja, ki jo opazimo danes (2,7277 K ali 0,235 meV):
{\displaystyle T_{\rm {r}}=2,7277(1+z)\!\,.}

### Primarna anizotropija
Anizotropija prasevanja se deli v dve vrsti: 
- primarno, zaradi vplivov, ki se pojavijo pri ploskvi zadnjega sipanja, in
- sekundarno, zaradi vplivov, kot so interakcije med prasevanjem in vročim plinom ali gravitacijski potenciali, ki se pojavijo med ploskvijo zadnjega sipanja in opazovalcem.

Zgradbo anozitropij prasevanja v glavnem določata dva pojava: akustična nihanja in difuzijsko dušenje (imenovano tudi netrkalno ali Silkovo dušenje). Akustična nihanja nastanejo zaradi sprememb v fotonsko-barionski plazmi v zgodnjem Vesolju. Tlak fotonov poskuša izničiti anizotropije, gravitacijski vpliv barionov, ki se giblje veliko počasneje od svetlobe, pa jih poskuša sesesti, zaradi česar nastajajo gosti haloji. Ta dva pojava se med seboj izmenjujeta in tvorita akustična nihanja, ki dajejo prasevanju njegovo značilno zgradbo z vrhovi. Vrh v grobem odgovarja resonancam, v katerih se fotoni razklopijo, ko ima določen način svojo največjo amplitudo.
Vrhovi kažejo zanimive fizikalne značilnosti. Kotna lestvica prvega vrha določa ukrivljenost Vesolja (ne pa tudi njegove topologije). Naslednji vrh - razmerje lihih vrhov proti sodim - določa zmanjšano barionsko gostoto. S tretjim vrhom se lahko določijo informacije o gostoti temne snovi.
Tudi lege vrhov dajo pomembne informacije o naravi motenj prvotne gostote. Obstajata dve osnovni vrsti motenj gostote - adiabatska in z enakimi gostotami. Splošna gostotna motnja je mešanica obeh, različne teorije, ki opisujejo spekter motenj prvotne gostote, napovedujejo različne mešanice.
- adiabatske motnje gostote

delna prekoračitev gostote v vsaki komponenti snovi (barioni, fotoni, ...) je enaka. To pomeni, če je v barionih več od 1 % energije od povprečja na enem mestu, obstaja s čisto adibatskimi motnjami gostote tudi 1 % več energije v fotonih, 1 % več energije v nevtrinih, kot v povprečju. Model kozmične inflacije napoveduje, da so prvotne motnje adiabatske.
- motnje gostote z enakimi gostotami

vsota delnih prekoračitev gostot je enaka nič. To pomeni, da je, kadar je na nekem mestu 1 % več energije v barionih od povprečja, 1% več energije v fotonih od povprečja in 2 % manj energije v nevtrinih od povprečja, motnja s čisto enakimi gostotami. Kozmične strune bi pridelale prvotne motnje z večinoma enakimi gostotami.
V spektru prasevanja se lahko razlikuje med tema dvema vrstama motenj, saj so zaradi njih vrhovi na različnih mestih. Zaradi motenj gostote z enakimi gostotami nastane niz vrhov, katerih kotne razdalje (l-vrednosti vrhov) so v grobem v razmerju 1:3:5:..., zaradi adiabatskih motenj gostote pa nastanejo vrhovi, katerih lege so v razmerju 1:2:3:... Opazovanja nakazujejo, da so prvotne motnje gostote v celoti adiabatske, kar je dobra podpora modelu kozmične inflacije, ter izključujejo več modelov nastanka oblike vključno z na primer kozmičnimi strunami.
Difuzijsko dušenje povzročata dva pojava, ko obravnava prvotne plazme kot tekočine odpove:
- naraščajoča srednja prosta pot fotonov, ko prvotna plazma v razširjajočem Vesolju postane naraščajoče razredčena
- končna globina površine zadnjega sipanja (LSS), kar povzroča, da med razklopitvijo srednja prosta pot hitro naraste, četudi se še vedno pojavlja Comptonovo sipanje.

Pojava k dušenju anizotropij na majhnih razdaljah prispevata skoraj enako in povzročata značilni eksponentni dušilni rep, ki je viden v anizotropijah pri zelo majhnih kotnih razdaljah.
Globina LSS se nanaša na dejstvo, da razklopitev fotonov in barionov na nastopi trenutno, ampak zahteva precejšen del starosti Vesolja do tistega časa. Ena metoda za ocenitev kako dolgo ta proces poteka uporablja funkcijo vidnosti fotonov (photon visibility function - PVF). Funkcija je, če onačimo PVF s P(t), določena tako, da je verjetnost, da bo foton prasevanja nazadnje sipan med časom t in t+dt, enaka P(t)dt.
Makimum funkcije PVF (čas v katerem je najbolj verjetno, da se bo dani foton prasevanja nazadnje sipal) je znan dokaj točno. Prvi enoletni rezultati plovila WMAP so dali vrednost za čas, v katerem je maksimum funkcije P(t), 372 ± 14 ka. Ta čas se večrat vzame kot »čas«, v katerem je nastalo prasevanje. Da bi se določilo kako dolgo traja razklopitev fotonov in barinov, je treba izmeriti širino funkcije PVF. Skupina WMAP je ugotovila, da je funkcija PVF večja kot polovica njene največje vrednosti (»polna širina pri polovičnem maksimumu« ali FWHM) v intervalu 115 ± 5 ka. Po tej meritvi se je razklopitev zgodila v času približno 115.000 let, ko pa se je končala, je bilo Vesolje staro približno 487.000 let.

### Kasnejša anizotropija
Od začetka prasevanja je nanj vplivalo več kasnejših fizikalnih procesov, ki se s skupnim imenom imenujejo kasnejša ali sekundarna anizotropija. Ko so fotoni prasevanja postali prosti in so se lahko neovirano gibali, je bila običajna snov v Vesolju večinoma v obliki nevtralnih vodikovih in helijevih atomov. Opazovanja galaksij v sedanjem času pa verjetno nakazujejo, da večino prostora med galaksijami sestavlja ionizirana snov, saj je zaradi vodikovih atomov manj absorpcijskih črt. To nakazuje periodo ponovne ionizacije snovi med katero se je nekaj snovi pretvorilo v vodikove ione.
Fotoni prasevanja razpršujejo proste naboje, kot so elektroni, ki so vezani v atomih. V ioniziranem Vesolju so se ti nabiti delci sprostili od nevtralnih atomov z ionizirajočim (ultravijoličnim) sevanjem. Danes je gostota teh prostih nabojev v večini Vesolja dovolj nizka, da mersko ne vplivajo na prasevanje. Če je bil prostor med galaksijami ioniziran zelo zgodaj, ko je bilo Vesolje še gostejše, obstajata dva glavna vpliva na prasevanje:
- anizotropije na majhnih razdaljah so zabrisane - podobno kot, če gledamo telo skozi meglo, so njegove podrobnosti zamegljene
- fizika kako se fotoni sipajo stran od prostih elektronov (Thomsonovo sipanje) povzroča polarizacijske anizotropije na velikih kotnih razdaljah. Ta širokokotna polarizacija je povezana s širokokotnimi temperaturnimi motnjami.

Oba vpliva so opazovali s plovilom WMAP, kar je zagotovilo dokaz, da je bilo Vesolje ionizirano zelo zgodaj, pri rdečem premiku večjem od 17. Podrobnosti o izvoru tega zgodnjega ionizirajočega sevanja so še vedno predmet znanstvenih razpravljanj. Morda lahko vključuje svetlobo z zvezd najzgodnejše zvezdne populacije (zvezde III. populacije), supernove, ko so te prve zvezde dosegle konec svojega obstoja, ali ionizirajoče sevanje nastalo iz akrecijskih diskov masivnih črnih lukenj.
Čas, ki je sledil nastanku prasevanja in pred opazovanjem prvih zvezd, kozmologi hudomušno imenujejo mračni vek, in je perioda, ki jo astronomi zelo intenzivno raziskujejo (glej vodikova črta).
Med pojave, ki so nastali med reionizacijo in našim opazovanjem prasevanja, in, ki povzročajo anizotropije, sodita tudi Sunyajev-Zeldovičev pojav, kjer oblak visokoenergijskih elektronov sipa sevanje, in nekaj njegove energije prevzamejo fotoni prasevanja, ter Sachs-Wolfejev pojav, ki povzroča, da je spekter fotonov prasevanja zaradi spreminjajočih gravitacijskih polj premaknjen proti rdečem ali modrem delu.

## Polarizacija
Prasevanje je polarizirano na nivoju nekaj mikrokelvinov. Obstajata dve vrsti polarizacije, E-oblika in B-oblika. To je podobno kot v elektrostatiki, kjer ima električno polje (E-polje) izginjajoči rotor, magnetno polje (B-polje) pa izginjajočo divergenco. E-oblika izhaja naravno iz Thomsonovega sipanja v heterogeni plazmi. B-oblika, ki je še niso izmerili, in ima amplitudo verjetno pri vsaj 0,1 µK, ne nastaja v sami plazmi. Ne povzročajo jo motnje standardnega skalarne vrste. Nastaja lahko z dvema mehanizmoma. Prvi je z gravitacijskim lečenjem E-oblike, kar so izmerili z Južnotečajnim daljnogledom (SPT) leta 2013. Drugi pa izhaja iz kozmične inflacije in jo določa gostota prvotnega gravitacijskega valovanja. Zaznavanje B-oblike bo izredno težko, še posebej, ker je stopnja onesnaženja ospredja neznana, in signal šibkega gravitacijskega lečenja meša relativno močni signal E-oblike s signalom B-oblike.
Plovilo WMAP je mapiralo polarizacijo prasevanja čez vso nebo, kar je razkrilo, da se je reionizacija v Vesolju začela prej, kot so mislili do tedaj. Z merjenjem polarizacije prasevanja je moč opazovati amplitudo kolebanj gostote v Vesolju, ki so sprožile nastanek prvih galaksij.

### E-oblike
Prve E-oblike so prvič videli decembra 2002 s 13-elementnim interferometrom DASI na Antarktiki. Opazovanja so trajala 2 leti in 271 dni z antenami FWHM s premerom 3.4°. 22 dni podatkov so odrezali.

### B-oblike
Kozmologi predvidevajo dve vrsti B-oblik. Ena nastane med kozmično inflacijo kmalu po prapoku, druga pa kasneje z gravitacijskim lečenjem.

#### Prvotno gravitacijsko valovanje
Prvotno gravitacijsko valovanje je gravitacijsko valovanje, ki se lahko opazuje v polarizaciji prasevanja in izvira iz zgodnjega Vesolja. Inflacijski modeli Vesolja predvidevajo, da takšno valovanje mora nastati. Njihovo zaznavanje tako podpira inflacijske modele, njihova jakost pa lahko potrdi ali zavrže različne inflacijske modele. Pomeni rezultat treh stvari: inflacijsko metrično širjenje samega prostora, ponovnega segretja po inflaciji in turbulentno tekočinsko mešanje snovi in sevanja.
17. marca 2014 so objavili, da je inšturment BICEP2 zaznal prvo vrsto B-oblik, ki je v skladu z inflacijo in gravitacijskim valovanjem v zgodnjem Vesolju na nivoju r = 0,20+0,07
−0,05, kar je količina moči navzoča v gravitacijskem valovanju v primerjavi s količino moči v drugih motnjah skalarne gostote v zelo zgodnjem Vesolju. Če bo to potrjeno, bo lahko dalo močan dokaz za kozmično inflacijo in prapok. 19. junija 2014 pa so sporočili precej manjše zaupanje pri potrditvi iskanja in 19. septembra 2014 nove rezultate plovila Planck, ki so kazali da se rezultate BICEP2 lahko v celoti pripiše kozmičnemu prahu.

#### Gravitacijsko lečenje
Drugo vrsto B-oblike so odkrili decembra 2013 z Južnotečajnim daljnogledom (SPT) s pomočjo Herschelovega vesoljskega observatorija. To odkritje bo mogoče pomagalo preskusiti teorije o izvoru Vesolja. Znanstveniki uporabljajo podatke z Esinega plovila Planck za boljše razumevanje tega valovanja.
Oktobra 2014 so objavili meritve polarizacije B-oblike pri 150 GHz poskusa POLARBEAR v čilenski puščavi Atacama na radijskem Daljnogledu Huan Tran (HTT). V primerjavi z BICEP2 se POLARBEAR osredotoča na manjši predel neba in je manj dovzeten za vplive prahu. Skupina je poročala, da ima izmerjena polarizacija B-oblike kozmološki izvor in ni le posledica prahu s stopnjo zaupanja 97,2 %.

## Opazovanja mikrovalovnega ozadja
Po odkritju prasevanja so izvedli mnogo poskusov merjenja in opisovanja značilnosti sevanja. Najbolj znan je verjetno Nasin satelit Cosmic Background Explorer (COBE), ki je delovcal v letih med 1989 in 1996, in, ki je zaznal in določil anizotropije na velikih razdaljah v okviru svojih zmogljivosti. Zaradi rezultatov zelo izotropnega in homogenega ozadja satelita COBE so v naslednjem desetletju izvedli vrsto poskusov iz balonov in s površja, da bi določili anizotropije na manjših kotnih razdaljah. Glavni cilj teh poskusov je bilo merjenje kotne velikosti prvega akustičnega vrha, za katerega COBE ni imel dovolj zmogljive ločljivosti. Meritve so kot glavno teorijo nastanka oblike Vesolja izključile kozmične strune in za to potrdile model kozmične inflacije. V 1990-tih so prvi vrh izmerili s povišano občutljivostjo, leta 2000 pa je BOOMERanG experiment pokazal, da najvišja potenčna kolebanja nastopijo pri velikostih približno 1 stopinje. Skupaj z drugimi kozmološkimi podatki so ti rezultati nakazovali, da je geometrija Vesolja ravna. Z več interferometri s površja so v naslednjih treh letih izmerili kolebanja z večjo točnostjo. Med te meritve spadajo: Very Small Array, Degree Angular Scale Interferometer (DASI) in Cosmic Background Imager (CBI). DASI je prvi zaznal polarizacijo prasevanja,  CBI pa je podal prvi polarizacijski spekter E-oblike in trden dokaz, da je zunaj faze s spektrom T-oblike.
Junija 2001 je NASA izstrelila drugi satelit za merjenje prasevanja Wilkinson Microwave Anisotropy Probe (WMAP) s katerim se je namenila izvesti veliko točnejše meritve anizotropij na velikih razdaljah čez vso nebo. Na WMAp so uporabili hitro mnogomodulirane snemalne, hitro prekinjevalne radiometre, da bi zmanjšali signalni šum, ki ni prihajal z neba. Prvi rezultati s te odprave, razkriti leta 2003, so bile podrobne meritve kotnega potenčnega spektra pri manjših kotnih razdaljah, ki so zgoščeno vsebovale različne kozmološke parametre. Rezultati se na široko ujemajo s tistimi, ki jih predvideva model kozmične inflacije, ter več drugih konkurentnih teorij. Na voljo so v podrobnosti pri Nasini podatkovni bazi za prasevanje. Čeprav je WMAP zagotovil zelo točne meritve kolebanj v prasevanju na velikih razdaljah (strukture velike kot Luna na nebu), ni imel kotne ločljivosti za merjenje kolebanj na manjših razdaljah, ki so jih opazovali s prejšnjimi interferometri s površja.
Esin vesoljski observatorij Planck je tretja vesoljska odprava, izstreljena maja 2009, in trenutno izvaja še točnejša merjenja. Na plovilu Planck so nameščeni radiometri HEMT in bolometrična tehnologija. Z njim bodo merili prasevanje na manjših razdaljah kot WMAP. Njegove detektorje so preskusili na Antartiki z Daljnogledom Viper kot eksperiment ACBAR (Arcminute Cosmology Bolometer Array Receiver), s katerim so izvedli najtočnejše meritve do sedaj na majhnih kotnih razdaljah, ter z balonskim daljnogledom Archeops.
Dodatni inštrumenti s površja, kot so: Južnotečajni daljnogled (SPT) na Antarktiki in predlagani Projekt Clover, Atacamski kozmološki daljnogled (ACT) in QUIET v Čilu bodo dali nove podatke, ki niso na voljo iz opazovanj s satelitov, morda tudi o polarizaciji B-oblike.

### Prihodnje raziskave
Z raziskovanji so dognali, da je spekter sevanja ozadja zelo blizu spektru črnega telesa. Ni več mogoče obravnavati Vesolja z zelo vročo medgalaktično snovjo ali upoštevati, da so imele hidrodinamične sile veliko vlogo pri oblikovanju zgradbe Vesolja na velikih razsežnostih. Tudi neravnovesni energijski dogodki v zgodnjem Vesolju pri rdečih premikih z < 107 so malo verjetni. To je na nek način nesrečni slučaj, saj toplotno ravnovesje vsebuje najmnanj informacij - vsi preostanki dogodkov v Vesolju pred z ~ 107 so se toplotno spremenili v nič, oziroma točneje rečeno, v eno število - temperaturo. Trenutno tega števila ne znamo pojasniti, razen da ga v grobem primerjamo s številom barionov, ki ga je opazovalno težko določiti.

## Krčenje in analiza podatkov
Surovi podatki o prasevanju, ki prihajajo s satelitov (npr. z WMAP), vsebujejo vplive ospredja, ki popolnoma zakrivajo zgradbo prasevanja na malih razdaljah. Zgradba na malih razdaljah je vložena v surove podatke o prasevanju, vendar je premajhna, da bi se jo videlo na teh razdaljah. Najvidnejši vpliv ospredja je dipolna anizotropija, ki jo povzroča gibanje Sonca relativno na ozadje prasevanja. Dipolno anizotropijo in druge, zaradi Zemljinega letnega gibanja relativno glede na Sonce, ter številne mikrovalovne vire v galaktični ravnini in drugod je treba odšteti, da se dobijo izjemno majhne razlike, ki označujejo zgradbo ozadja prasevanja na malih razdaljah.
Podrobna analiza podatkov o prasevanju za izdelavo kart, kotnega potenčnega spektra in ne nazadnje kozmoloških parametrov je zapleten, računsko težek problem. Čeprav je računanje potenčnega spektra iz karte načeloma preprosta Fourierova transformacija, je razstavljanje karte neba v sferne harmonične funkcije praktično težko zaradi upoštevanja vplivov šuma in virov ospredja. V ospredju še posebej prevladujejo galaktična sevanja, kot so: zavorno sevanje, sinhrotronsko sevanje in prah, ki oddajajo žarke v mikrovalovnem območju. Obris naše Galaksije je dejansko treba odstraniti, kar da karto prasevanja, ki ne poteka čez vse nebo. Poleg tega točkovni viri, kot so galaksije in jate, predstavljajo dodatne vire ospredja, ki jih je treba odstraniti, da ne bi popačili potenčni spekter zgradbe prasevanja na malih razdaljah.
Povezanost več kozmoloških parametrov je moč pridobiti iz njihovih vplivov na potenčni spekter, rezultati pa se velikokrat izračunajo s pomočjo vzorčnih tehnik, kot so algoritmi markovskih verig Monte Carlo (MCMC).

### Dipolna anizotropija
Iz podatkov o prasevanju je razvidno, da se naša Krajevna skupina galaksij (galaktična skupina, ki vsebuje Osončje z našo Galaksijo) giba s hitrostjo 627 ± 22 km/s relativno glede na referenčni sistem kozmičnega mikrovalovnega ozadja (imenovan tudi mirovni sistem kozmičnega mikrovalovnega ozadja, ali referenčni sistem, v katerem ni gibanja čez kozmično mikrovalovno ozadje) v smeri galaktične dolžine l = 276 ± 3°, b = 30 ± 3°. To gibanje povzroča anizotropijo podatkov (prasevanje v smeri gibanja je rahlo toplejše kot v nasprotni smeri). Običajna razlaga te temperaturne razlike sta preprosta hitrostna rdeči in modri premik zaradi gibanja glede na prasevanje. Tudi nekateri drugi kozmološki modeli lahko pojasnijo del opazovane dipolne temperaturne porazdelitve v prasevanju.

### Slabi mnogopoli in druge nepravilnosti
S podatki z naraščajočo točnostjo, ki jih je posredoval WMAP, se je pojavilo več trditev, da ima prasevanje nepravilnosti, kot so: anizotropije na zelo velikih razdaljah, nepravilne usmerjenosti in negaussovske porazdelitve. Najdlje traja spor o nizkem-l mnogopolu. Tudi v karti COBE so opazili, da ima kvadrupol (sferna harmonična funkcija l = 2) nizko amplitudo v primerjavi z napovedmi prapoka. Nekateri opazovalci so poudarili, da anizotropije v podatkih z WMAP niso v skladu s sliko prapoka. Kvadrupolni in oktopolni (l = 3) način imata še posebej nepojasnjeno medsebojno usmeritev in usmeritev glede na ekliptično ravnino, kar včasih imenujejo os zla. Več skupin je predlagalo, da je lahko to znak nove fizike na največjih opazljivih razdaljah, druge skupine pa sumijo sistematske napake v podatkih. Zaradi vplivov ospredja in problema kozmične variance največje oblike ne bodo nikoli tako dobro izmerjene kot oblike na manjših kotnih razdaljah. Analize so izvedli na dveh kartah, kjer so na najboljši možni način odstranili vplive ospredja: na karti sodelovanja WMAP z »notranjo linearno kombinacijo« in na podobni karti, ki so jo pripravili Tegmark in drugi. Kasnejše analize so pokazale, da so te oblike najbolj sprejemljive za vplive ospredja iz sinhrotronskega sevanja, prahu in zavornega sevanja, ter iz eksperimentalne negotovosti v mnogopolu in dipolu. Polna Bayesova analiza potenčnega spektra WMAP pokaže, da je kvadrupolna napoved kozmologije ΛCDM v skladu s podatki do 10 %, in, da je opazljivi oktopol zanemarljiv. Skrbno upoštevanje postopka za odstranitev vplivov ospredja iz cele karte neba še naprej zmanjša vpliv usmeritve za približno 5 %.

## V popularni kulturi
- V televizijski nadaljevanki Zvezdna vrata: Vesolje vesoljska ladja Destiny rase Starodavnih potuje k umetnemu viru prasevanja, kjer je nakazana verjetnost, da je Vesolje, kot ga poznamo, morda ustvarila kakšna oblika čuteče inteligence.[112]
- V romanu Wheelers Stewarta in Cohena je prasevanje opisano kot kodirani prenosi starodavne civilizacije. To omogoča jovianskim »blimpom«, da imajo družbo, ki je starejša od trenutno opazovane starosti Vesolja.